# La Pabordia (Girona)
|  | Aquest article tracta sobre l'edifici del Barri Vell de Girona. Si cerqueu l'edifici a la perifèria del municipi de Girona, vegeu «Can Massa». |

La Pabordia és un edifici situat entre dos carrers del Barri Vell de Girona que inclou uns antics banys. El solar havia pertangut a la Sagristia Major de la Catedral. El 2 de juny pertanyia al jueu Vidal. Sembla que el 31 d'agost de 1245 el paborde de la Seu, Pere de Pedrinyà, es ven el solar a un grup d'11 jueus. El solar anava de la Pia Almoina fins a la Pabordia, i les escales de la Pera o Pujada de la Catedral no existien. Vers el 1530 s'obren les escales anteriors. El 1492 passà a ser de nou de la Sagristia de la Catedral. A partir d'ací anirà passant de propietaris en propietaris, fins i tot venent-se trossos de terreny. Per herència ha passat a Pere Llosas i Bosch. Antigament hi havia uns possibles banys sota el jardí elevat (segle xiii). Potser a la fi del segle xiv s'amplià la casa i es creà el pati. Al segle xviii es feren ampliacions.

## Pabordia
S'entra a la part de la placeta de Sant Llorenç a través d'una porta classicitzant de frontó de pedra, igual que els brancals. La façana és mig arrebossada i té obertures, dos balcons, amb guardapols de petxines. Un dels balcons és de llosana i l'altre de balustres. La darrera part és nova, amb finestres que segueixen els models antics. L'edifici s'estructura entorn del pati al que aboca la porta anterior descrita. El pati té una escala que dona a un jardí elevat sobre la Pujada de la Catedral. La part del darrere és el c/ Oliva i Prat, amb un altre jardí des del pati d'entrada. La porta té una estatueta al damunt, una fornícula amb la Mare de Déu. L'edifici central és de planta baixa i dos pisos. Al costat de la porta d'accés s'ha obert una altra a la botiga, seguint models de Carlo Scarpa. A l'entrada es troba l'escala que baixa al que es creu eren banys del segle xiii.
S'accedeix al pati des de la Pujada de la Catedral, a través d'una entrada de volta de canó de pedruscall i a través de dos arcs carpanells s'entra al pati. Hi ha una escala de pedra (amb barana posterior) a l'esquerra i que serveix per accedir al jardí elevat. La façana lateral dreta té un porxo gòtic de tres arcs rebaixats aguantats per dos columnetes esveltes, amb basa i capitells. La resta de la façana presenta una finestra conopial al primer pis i la resta de llinda planera. Tanca amb uns badius de pilars rectangulars. Els teulats són de teula àrab. Pel porxo s'accedeix a un altre jardí posterior. Hi ha un pou de pedra i la façana del fons presenta dues finestres d'esqueixada.

## Antics banys
La part més septentrional de la Pabordia estava destinada a banys. És un conjunt d'escales que resta interromput, segurament per la creació del jardí penjat a les Escales de la Pera, de l'edifici de la Pabordia. Es poden observar les restes de conduccions d'aigua i evaporadors. Vers el 1975 s'obrí la nova porta per la botiga de la Pabordia i aparegueren les restes dels banys.